# Diplotychus longulus
Diplotychus longulus är en spindelart som beskrevs av Simon 1903. Diplotychus longulus ingår i släktet Diplotychus och familjen krabbspindlar.
Artens utbredningsområde är Madagaskar. Inga underarter finns listade i Catalogue of Life.